# Hopoo Games
Hopoo Games, LLC est un développeur indépendant américain de jeux vidéo basé à Seattle, dans l’État de Washington. Il est cofondé en 2012 par Paul Morse et Duncan Drummond. Il s'est surtout fait connaître par sa licence Risk of Rain,.

## Histoire
En novembre 2022, Hopoo Games cède la licence Risk of Rain à Gearbox.
Le 3 septembre 2024, les cofondateurs Paul Morse et Duncan Drummond annoncent sur X qu'une partie de leur équipe est avalée par Valve, abandonnant leur projet en cours Snail. Ainsi, Drummond confirme qu'il travaille désormais sur le développement de Deadlock.

## Ludographie
| Titre                | Date de sortie | Genre                                  | Plateformes                                                                       | Éditeur(s)         |
| -------------------- | -------------- | -------------------------------------- | --------------------------------------------------------------------------------- | ------------------ |
| Risk of Rain         | 2013           | Plates-formes, roguelike               | Windows, Linux, macOS, PlayStation 4, PlayStation Vita, Xbox One, Nintendo Switch | Chucklefish        |
| Deadbolt             | 2016           | Infiltration, action                   | Windows, Linux, macOS, PlayStation 4, PlayStation Vita, Nintendo Switch           | Hopoo Games        |
| Risk of Rain 2       | 2020           | Tir à la troisième personne, roguelite | Windows, Linux, macOS, PlayStation 4, Xbox One, Nintendo Switch                   | Gearbox Publishing |
| Risk of Rain Returns | 2023           | Plates-formes, roguelike               | Windows, Linux, Nintendo Switch                                                   | Gearbox Publishing |